# Prior Lake
Prior Lake è un comune degli Stati Uniti d'America, situato in Minnesota, nella contea di Scott.